# Światowy Program Żywnościowy
Światowy Program Żywnościowy (ang. World Food Programme, WFP) – agencja ONZ, a także największa organizacja humanitarna świata powołana do zwalczania globalnego głodu. Jego siedziba mieści się w Rzymie, a biura znajdują się w ponad 80 krajach na całym świecie.
WFP pomaga wszędzie tam, gdzie zagrożone jest ludzkie życie, zwłaszcza jeśli ludzie nie są w stanie samodzielnie wytwarzać żywności lub nie mogą zapewnić jej sobie i swojej rodzinie, czyli przede wszystkim w sytuacjach kryzysowych, podczas wojen i katastrof naturalnych, a także po ich ustąpieniu, by pomóc społeczności w odbudowie normalnego życia.
Wizją WFP jest świat, w którym każdy człowiek ma stały dostęp do żywności potrzebnej do aktywnego i zdrowego trybu życia. Według WFP bez żywności nie istnieje trwały pokój, demokracja i rozwój.

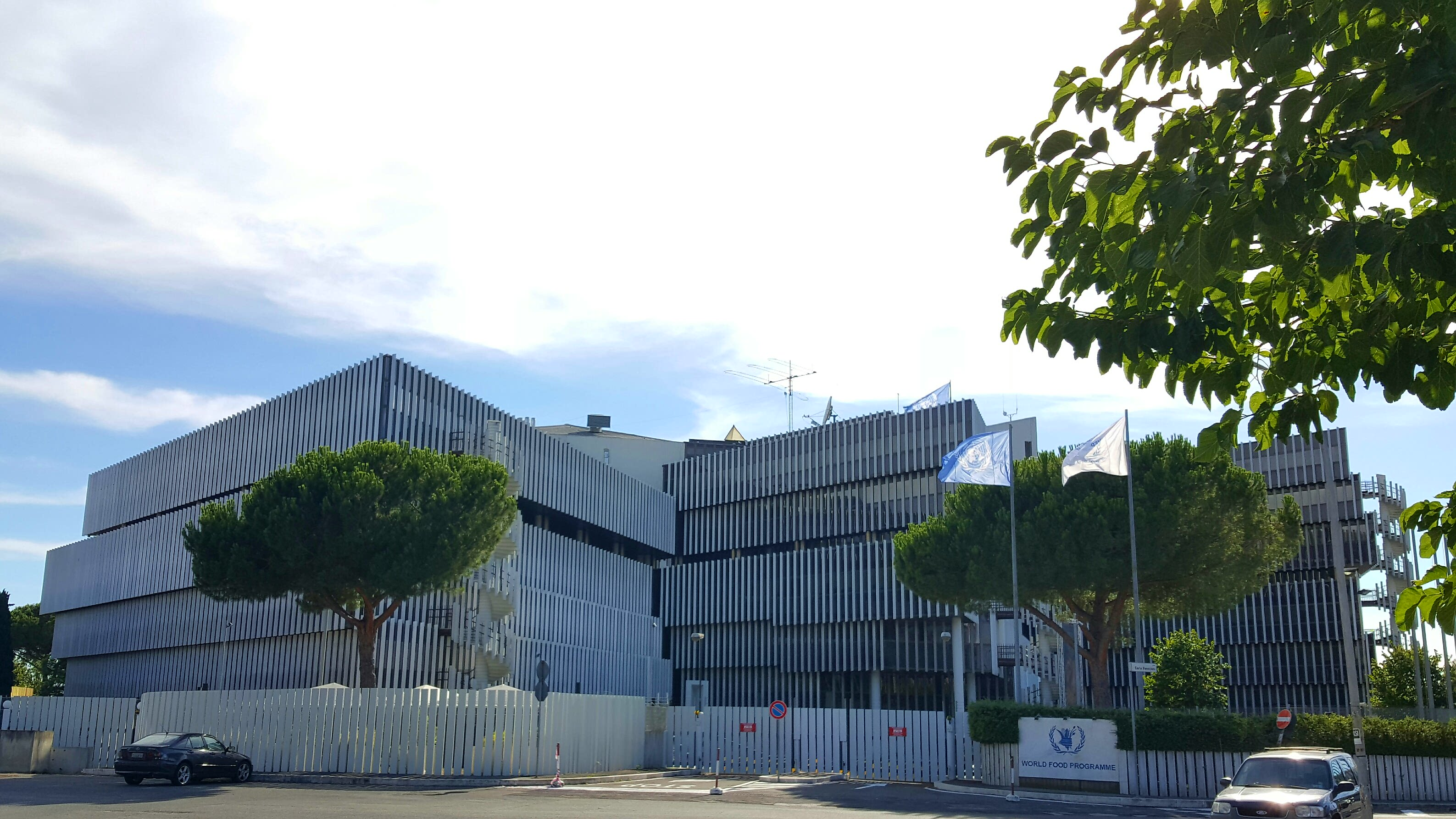
Siedziba główna WFP

W październiku 2020 roku organizacji przyznano Pokojową Nagrodę Nobla.

## Historia
Plany powołania organizacji zajmującej się pomocą żywnościową zostały zainicjowane po konferencji Organizacji Narodów Zjednoczonych do spraw Wyżywienia i Rolnictwa (FAO) w 1960 roku. Światowy Program Żywnościowy został utworzony w 1961 roku z polecenia prezydenta USA Dwighta Eisenhowera, początkowo jako eksperymentalny, trzyletni program pomocy żywnościowej administrowany wspólnie przez ONZ i FAO. Pierwszym projektem organizacji była akcja dostarczenia transportu 1500 ton pszenicy, 270 ton cukru i 27 ton herbaty dla ocalałych z trzęsienia ziemi (zginęło wówczas 12 000 osób), które we wrześniu 1962 nawiedziło Bu’in-Zahra w irańskiej prowincji Kazwin. W późniejszym czasie WFP niesie doraźną pomoc dla mieszkańców Tajlandii dotkniętych następstwami tajfunu, czy dla uchodźców wojennych w Algierii.
W 1963 został uruchomiony pierwszy program rozwojowy. Jego adresatami była ludność nubijska w Sudanie. Także w 1963 w Togo ruszył pierwszy projekt posiłków szkolnych. W 1965 organizacja została uznana za pełnoprawny program ONZ. Określono, że ma trwać „tak długo, jak długo wielostronna pomoc żywnościowa okaże się wykonalna i pożądana”.

## Strategia i cele
Światowy Program Żywnościowy stara się wyeliminować głód i niedożywienie z nastawieniem na takie pomaganie, aby uczynić społeczeństwa samowystarczalnymi, a nie uzależnionymi od pomocy żywnościowej. Podstawowe cele WFP to:
1. Ratowanie życia uchodźców i innych ludzi w sytuacjach zagrożenia
2. Poprawa żywienia i jakości życia najsłabszych ludzi
3. Pomaganie w rozwoju i promowanie samodzielności w biednych społeczeństwach[6].

Ponadto WFP walczy także z niedoborami mikroelementów, AIDS i malarią i dąży do zmniejszania umieralności dzieci i poprawy zdrowia matek.

## Działania
Światowy Program Żywnościowy aktualnie prowadzi operacje w 78 krajach, głównie w Afryce Subsaharyjskiej, na Bliskim Wschodzie, Ameryce Łacińskiej i Azji Południowo-Wschodniej.
WFP prowadzi:
- 90 operacji pomocy,
- 22 programy rozwojowe,
- 34 wiejskie programy.

W 2006 roku jedzenie rozprowadzono do 87,8 miliona ludzi na całym świecie, w tym do 58,8 miliona dzieci. Wydatki na te cele przekroczyły 2,9 mld USD.
Natomiast od początku swojego istnienia organizacja nakarmiła już 1,4 mld najbiedniejszych ludzi, wydając na te cele ponad 30 mld USD.
Największą operacja WFP w 2006 miała miejsce w Sudanie, gdzie objęto pomocą 6,4 miliona ludności. W kolejnym roku na tę misję wydano 685 milionów dolarów, za które dostarczono pomoc żywnościową do 5,5 miliona ludzi (z czego 2,8 miliona w samym Darfurze).
WFP nie działa sam. Bardzo często wspierają go rządy i organizacje pozarządowe.
WFP jest także kluczową agendą ONZ przy realizowaniu Milenijnych Celów Rozwoju.

## Zabezpieczenie logistyczne

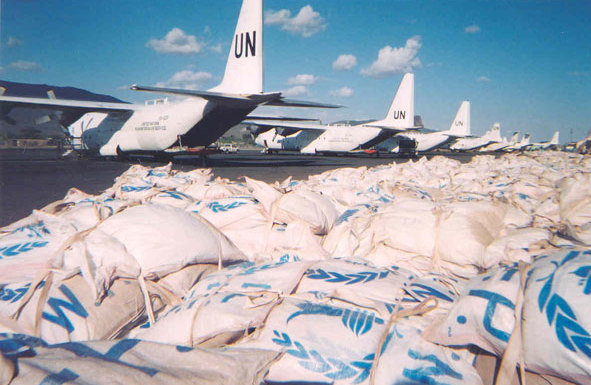
Samoloty C-130 Hercules transportujące żywność do Sudanu

W 2006 roku do potrzebujących rozprowadzono 4 miliony ton żywności drogami morskimi, powietrznymi, lądowymi, w tym kolejowymi. 90% pomocy żywnościowej transportowane jest okrętami do portów. Stamtąd pomoc drogą lądową trafia do swoich miejsc przeznaczenia. Pomoc transportowana jest przez pustynie, góry i dżungle i z tego powodu jej przewóz jest niekiedy bardzo utrudniony ze względu na brak szlaków komunikacyjnych. Jeśli nie ma dróg lub mostów, WFP buduje je. Tam gdzie nie ma miejsc do lądowania, organizuje strefy zrzutu. Organizacja również remontuje porty i linie kolejowe, jeśli potrzebuje ich, by móc dostarczyć pomoc. Do transportu WFP korzysta także z jucznych zwierząt.

## Racje żywnościowe
Typowa racja żywności przygotowana przez WFP dla jednej osoby waży 0,5 kg, a jej wartość energetyczna to około 2100 kcal. Skład racji zależy od potrzeb ludności, od tego czy dostępny jest jakikolwiek inny rodzaj żywność, a także od kulturowych upodobań w regionie. W skład racji najczęściej wchodzą takie składniki jak: zboża, rośliny strączkowe, olej roślinny, sól, cukier, chleb i energetyczne herbatniki.

## Finansowanie
Światowy Program Żywnościowy polega całkowicie na dobrowolnych wkładach finansowych. Operacje WFP są sfinansowane przez dary od rządów świata (ponad 60 rządów wspiera WFP), korporacji (3300 wspiera WFP) i prywatnych darczyńców.
Administracyjne koszty funkcjonowania organizacji stanowią 7% dochodów WFP i jest to jeden z najniższych wskaźników pośród organizacji humanitarnych.

## Władze
Światowym Programem Żywnościowym kieruje Zarząd WFP, który tworzy 36 państw członkowskich. Do państw członkowskich należy także zapewnienie międzyrządowego wsparcie i nadzór nad działaniami WFP. Dyrektor FAO wspólnie z Sekretarzem Generalnym ONZ powołują na pięcioletnią kadencję Dyrektora wykonawczego WFP. Od 2017 roku funkcję tę pełni David Beasley.
Lista Dyrektorów zarządzających WFP
1. Addeke Hendrik Boerma (maj 1962 – grudzień 1967)
2. Sushil K. Dev (styczeń 1968 – sierpień 1968) (p.o.)
3. Franciso Aquino (lipiec 1968 – maj 1976)
4. Thomas C. M. Robinson (maj 1976 – czerwiec 1977 p.o.; lipiec 1977 – wrzesień 1977)
5. Garson N. Vogel (październik 1977 – kwiecień 1981)
6. Bernardo de Azevedo Brito (maj 1981 – luty 1982) (p.o.)
7. Juan Felipe Yriart (luty 1982 – kwiecień 1982) (p.o.)
8. James Ingram (kwiecień 1982 – kwiecień 1992)
9. Catherine Bertini (kwiecień 1992 – kwiecień 2002)
10. James T. Morris (kwiecień 2002 – kwiecień 2007)
11. Josette Sheeran (kwiecień 2007 – kwiecień 2012)
12. Ertharin Cousin (kwiecień 2012 – kwiecień 2017)
13. David Beasley (kwiecień 2017 – kwiecień 2023)
14. Cindy McCain(inne języki) (kwiecień 2023 – obecnie)

W 2006 w WFP zatrudnionych było 10 587 pracowników, z czego 92% w terenie.